# Llicència eCos
La llicència eCos és la llicència sota la qual es distribueix eCos, un sistema operatiu de temps real. És una modificació de la GNU GPL, que no considera que el codi que s'enllaci amb programes que protegeix restin subjectes a les clàusules de la GNU GPL, si es redistribueixen. Des d'aquest punt
de vista, els seus efectes són similars als de la GNU LGPL.